# Bryan Walters
Bryan Walters (Bothell, 4 novembre 1987) è un giocatore di football americano statunitense che gioca nel ruolo di wide receiver per i Jacksonville Jaguars della National Football League (NFL). Al college giocò a football alla Cornell University.

## Carriera professionistica

### San Diego Chargers
Walters firmò coi Chargers il 25 aprile 2010 dopo non essere stato scelto nel Draft NFL 2010. Fu svincolato il 5 agosto 2010 a causa di un infortunio al tendine del ginocchio ma rifirmò per far parte della squadra di allenamento il 1º dicembre 2010. Debuttò come professionista nella stagione 2011, disputando 4 partite e ricevendo 3 passaggi per 27 yard. I Chargers lo svincolaro il 13 marzo 2012.

### Minnesota Vikings
Il 2 aprile 2012, Walters firmò coi Minnesota Vikings. Il 25 agosto 2012 fu svincolato.

### Seattle Seahawks
Dopo il taglio da parte dei Vikings, Walters firmò coi Seattle Seahawks, senza scendere mai in campo nella stagione 2012. La successiva disputò 4 partite, di cui la prima in carriera come titolare. Il 2 febbraio 2014 vinse il Super Bowl XLVIII quando i Seahawks batterono i Denver Broncos per 43-8.
Dopo la prima gara della stagione 2014, Walters fu scelto come nuovo punt returner principale della squadra. La sua annata si chiuse ritornando 27 punt per 207 yard, il più lungo dei quali da 21 yard.

### Jacksonville Jaguars
Il 13 marzo 2015, Walters firmò con i Jacksonville Jaguars.

## Palmarès

### Franchigia
- Super Bowl : 1

Seattle Seahawks: Super Bowl XLVIII
- National Football Conference Championship: 2

Seattle Seahawks: 2013, 2014

## Statistiche
| Partite             | 21 |
| Partite da titolare | 1  |
| Ricezioni           | 9  |
| Yard ricevute       | 84 |
| Touchdown           | 0  |

Statistiche aggiornate alla stagione 2014